# Pattaja
Pattaja (thai nyelven:พัทยา, nyugati átírásban: Pattaya) egy város Thaiföldön, Bangkoktól 130 km-re DK-re található. Csonburi tartományban fekszik, a Thai-öböl partján. A város állandó népessége 2015 decemberében megközelítőleg 116 ezer fő, az agglomeráció népessége azonban ennek többszöröse.
Klímájának, tengerpartjának és szórakozóhelyeinek köszönhetően kedvelt turistacélpont.

## Tengerpart
A tengerpart három fő partszakaszból áll:
- Naklua strand a Pattajai-öböl északi részén. A három strand közül a legnyugodtabb.
- Pattaja strand a középső részen. 3 km hosszú. Pattaja középső utcája (Central Pattaya Road) tele van gyors-éttermekkel és ajándékboltokkal. A déli utca (South Pattaya Road) és környéke az a hely, ahol a szexipar virágzik.
- Dzsomtien (Jomtien) strand Pattaja déli földnyelve körül. Mintegy 14 km hosszú. A legjobb hely a vízi sportokra, mivel a víz itt a legtisztább. Vállalkozások tömegei kínálják itt a jet-skizést, vízisízést, parasailinget, sporthorgászatot és a búvárkodást. Ezenkívül van itt még golf, céllövészet, lovaglás és teniszezési lehetőség.

## Klíma
Pattaja klímája trópusi. Novembertől márciusig meleg és száraz, márciustól májusig forró és párás, majd májustól novemberig forró és esős időjárás jellemzi.
| Hónap | Jan. | Feb. | Már. | Ápr. | Máj. | Jún. | Júl. | Aug. | Szep. | Okt. | Nov. | Dec. | Év   |
| --- | ---- | ---- | ---- | ---- | ---- | ---- | ---- | ---- | ----- | ---- | ---- | ---- | ---- |
| Átlagos max. hőmérséklet (°C) | 30,6 | 31,1 | 31,8 | 32,9 | 32,4 | 31,7 | 31,4 | 31,2 | 31,0  | 30,8 | 30,5 | 30,0 | 31,3 |
| Átlagos min. hőmérséklet (°C) | 23,0 | 24,4 | 25,4 | 26,3 | 26,4 | 26,3 | 26,0 | 26,0 | 25,2  | 24,4 | 23,7 | 22,5 | 25,0 |
| Átl. csapadékmennyiség (mm) | 16   | 14   | 53   | 64   | 148  | 119  | 97   | 98   | 205   | 216  | 72   | 8    | 1111 |
| Havi napsütéses órák száma | 229  | 212  | 239  | 204  | 155  | 114  | 118  | 115  | 108   | 146  | 189  | 226  | 2055 |
| Forrás: Thai Meteorological Department, Office of Water Management and Hydrology, Royal Irrigation Department (sun and humidity) |      |      |      |      |      |      |      |      |       |      |      |      |      |

## Népessége
| 2015 | 115 840 |
| 2019 | 119 532 |

| Év   | Teljes népesség | Férfi  | Arány %-ban | Nő     | Arány %-ban |
| ---- | --------------- | ------ | ----------- | ------ | ----------- |
| 1993 | 63.246          | 32.543 | 51,5        | 30.703 | 48,5        |
| 2000 | 82.133          | 40.127 | 48,9        | 42.006 | 51,1        |
| 2007 | 104.318         | 49.386 | 47,3        | 54.932 | 52,7        |